# Damià Huguet Roig
Damià Huguet Roig (Campos, Mallorca, 10 de juny de 1946 - 19 de juliol de 1996), fou poeta i editor mallorquí.
Fundà diverses col·leccions de poesia i també s'interessà en l'estudi d'escriptors locals, organitzava conferències, recitals de la nova cançó i premis literaris. Publicà, en aquesta línia, Bibliografia dels escriptors de Campos (1306-1979) (1980) i Aproximació a l'obra del poeta Miquel Garcia (1982). En el camp de la crítica, també destaca Les fites netes (Editorial Moll, 1996).
El 1999, Proa en publicà una antologia, en 2006 Josep Antoni Pérez de Mendiola Roig va preparar la selecció de textos Paraules sense paranys de Damià Huguet, i la seva obra completa fou publicada per Perifèrics el 2008. En 2021, coincidint amb el 75è aniversari del seu naixement i 25è de la seva mort, se li van fer nombrosos actes de record i homenatge. El mateix any fou nomenat Fill Predilecte de l'illa de Mallorca pel Consell de Mallorca.

## Obres
- Home de primera mà. Palma: Turmeda, 1972.
- Cinc minuts amb tu. Palma: Moll, 1973.
- Ofici de sord. Campos: Guaret, 1976.
- Carn de vas. València: Eliseu Climent, 1976.
- Esquema de ganivet. Palma: Turmeda, 1976
- Com un peix dins el rostoll. Campos: Guaret, 1978.
- Poemoteca. Campos: La Garangola, 1978. Poesia visual.
- Traus badats. Campos: Guaret, 1979.
- Carcelles d'allís. 1979. Poesia visual.
- Àlbum. Campos: La Garangola,1980. Poesia visual.
- Bestialment amant. 1980.
- Terra de reganyols. Campos: Espurnes, 1981.
- L'encant dels pentenills. Campos: La Garangola, 1981.
- Els calls del manobre. 1984.
- Guarets a l'alba. 1987.
- L'ull dels clapers. València: Eliseu Climent, 1988.
- Vols des d'Orly. Palma: Caixa de Balears, 1995.
- Les flors de la claror. Palma: Universitat Illes Balears, 1996.
- Antologia poètica. Edició de Joan Mas. Barcelona: Proa, 1999.
- Poesia completa. Palma: Perifèrics, 2008.
- Tenc set de tu i bec ginebra. Santanyí: Adia, 2018. Col. "Ossos de sol" 40; obres completes.
- Les fites netes. Santanyí: Adia, 2019.
- La pell quan plou. Antologia poètica 1972 - 1996. Santanyí: Adia, 2021.

## Premis
- 1969: Premi Blanquerna de Manacor: Home de primera mà
- 1973: Premi Les Illes d'Or: Cinc minuts amb tu
- 1975: Premi Ciutat de Manacor: Esquena de ganivet
- 1985: Premi Ciutat de Benidorm: El paladar de la terra [no publicat]
- 1985: Premi Pompeu Fabra: Guarets a l'alba
- 1997: Premi Crítica Serra d'Or de biografies i memòries: Les fites netes[8]

## Homenatges
L'institut d'educació secundària de Campos du el seu nom.